# Tkivno inženirstvo
Pod pojmom tkivno inženirstvo razumemo metode, ki z uporabo kombinacije celic, inženirstva in materialov ter primernih biokemijskih in fizikalno kemijskih dejavnikov izboljšajo ali zamenjajo biološko tkivo. Tkivni nosilci se uporabljajo za tvorbo novega viabilnega tkiva z nekim medicinskim namenom. Včasih so ga uvrščali pod študij biomaterialov, do danes pa se je v pomenu in razsežnosti toliko povečalo, da ga obravnavamo kot samostojno področje raziskovanja.
Medtem ko večina definicij tkivnega inženirstva pokriva širok spekter uporabnosti, je izraz v praksi tesno povezan z apliciranjem, ki popravi ali zamenja del ali kar celotno tkivo (npr. kost, hrustanec, krvne žile, sečni mehur, koža, mišica itd.). Pogosto potrebujejo uporabljena tkiva določene mehanske in strukturne lastnosti za pravilno delovanje. Izraz je bil uporabljen tudi za prizadevanja za razvoj sistemov, ki opravljajo specifične biokemijske funkcije z uporabo celic znotraj umetno ustvarjenega podpornega sistema (npr. umetna trebušna slinavka, bioumetna jetra). Tkivno inženirstvo je včasih sinonim za regeneratino medicino, čeprav se le-ta osredotoča na uporabo matičnih in progenitornih celic za proizvodnjo tkiva.

## Pregled
Pogosto uporabljena definicija tkivnega inženirstva, kot sta jo formulirala Langer in Vacanti, pravi, da je »interdisciplinarno področje, ki uporablja načela inženirstva in znanosti o življenju z namenom razvoja bioloških nadomestkov, ki obnovijo, ohranjajo ali izboljšajo funkcijo bioloških tkiv ali celega organa«. Definirano je tudi kot »razumevanje načel rasti tkiv in uporabo tega znanja za proizvajajo funkcionalnega nadomestnega tkiva za klinično uporabo«. Nadaljnji opis pravi, da je »globlja domneva tkivnega inženirstva to, da bo uporaba naravne biologije sistema omogočala večjo uspešnost pri razvoju terapevtskih strategij, usmerjenih v zamenjavo, vzdrževanje ali izboljšanje tkivne funkcije«.
Pomembna dognanja in razvoj na interdisciplinarnem področju tkivnega inženirstva so privedla do novih tkivnih nadomestnih delov in strategij implementacije. Znanstveni napredek pri biomaterialih, matičnih celicah, rasti in diferenciacijskih faktorjih ter biomimetskih okoljih je ustvaril edinstvene priložnosti za proizvodnjo tkiva v laboratoriju iz kombinacije inženirsko osnovanih zunajceličnih matrik (t. i. nosilcev), celic in biološko aktivnih molekul. Med večjimi izzivi za prihodnost tkivnega inženirstva je potreba po bolj kompleksni funkcionalnosti, funkcionalni in biomehanski stabilnosti ter ožiljanju laboratorijsko vzgojenih tkiv, namenjenih za presaditev. Nadaljnji uspeh tkivnega inženirstva in končen razvoj pravih človeških nadomestnih delov bo vzklil iz združitve inženirstva in osnovnih raziskovalnih napredkov v biologiji tkiv, matrik, rastnih dejavnikov, matičnih celic in razvojni biologiji, pa tudi v znanosti materialov in bioinformatiki.
Leta 2003 je ameriška agencija NSF (Narodni znanstveni sklad) izdala poročilo »Pojav tkivnega inženirstva kot raziskovalnega področja«, ki podrobno opiše zgodovinski razvoj področja.

## Primeri
- Bioumetni sapnik: prvi postopek regenerativne medicine z vsaditvijo »bioumetnega« organa.
- In vitro meso: užitno umetno živalsko mišično tkivo, vzgojeno in vitro.
- Bioumetna jetrna naprava: več raziskovalnih prizadevanj je privedlo do razvoja jetrnih podpornih naprav z viabilnimi hepatociti.
- Umetna trebušna slinavka: raziskave vključujejo uporabo celic Langerhansovih otočkov za proizvodnjo in regulacijo inzulina, zlasti v primerih sladkorne bolezni.
- Umetni mehur: Anthony Atala[7] (Univerza Wake Forest) je tekom dolgoročnega poskusa uspešno vsadil umetno vzgojene mehurje v sedem od približno 20 testnih osebkov.[8]
- Hrustanec: laboratorijsko vzgojeno tkivo za uspešno popravilo kolenskega hrustanca.[9]
- Hrustanec brez nosilca: hrustanec, ki se tvori brez uporabe zunanjega nosilnega materiala. V tej metodologiji je ves material celičen ali pa nekaj, kar celice proizvajajo same.[10]
- »Srce v kozarcu«
- Tkivno snovane dihalne poti[11]
- Tkivno snovane žile[12]
- Umetna koža, ustvarjena iz človeških kožnih celic, vsidranih v hidrogelu, kot so bionatisnjene strukture za obnovitev kože po opeklinah.[13]
- Umetni kostni mozeg.[14]
- Umetna kost
- Laboratorijsko vzgojen penis[15]
- Inženirstvo tkiva ustne sluznice
- Prepucij[16][17]

## Celice kot gradniki
Tkivno inženirstvo uporablja žive celice kot inženirski material. Primer tega je uporaba fibroblastov pri zamenjavi ali popravilu kože, popravilu hrustanca z živimi hondrociti ali drugih tipov celic na druge načine.
Celice so postale uporabne kot gradbeni material leta 1998, ko so znanstveniki odkrili način, kako podaljšati telomere, s čimer so izdelali nesmrtne celične linije. Pred tem so šle laboratorijske kulture zdravih, nerakavih sesalskih celic samo preko omejeno število delitev (Hayflickova meja), preden so umrle.

### Pridobivanje celic
Iz tekočih tkiv, kot je kri, se celice pridobiva z grobimi metodami, navadno s centrifugiranjem ali aferezo. Iz trdnih tkiv je pridobivanje bolj težavno. Tkivo se običajno zmelje, nato pa z encimom tripsinom ali kolagenazo odstrani zunajcelično matriko, ki drži celice skupaj. Po tem so celice prosto plavajoče. Pridobivamo jih s centrifugiranjem ali afetezo. Razgradnja s tripsinom je zelo odvisna od temperature. Pri višjih temperaturah se matrika razgradi hitreje, a je poškodb več. Kolagenaza je manj odvisna od temperature, poškoduje manj celic, a je počasnejša in dražja.

### Vrste celic
Celice pogosto razvrščamo glede na njihov izvor.
Avtologne celice se pridobijo iz osebka, ki bo tudi prejemnik reimplantata. Težav z zavračanjem in prenosom patogenov je najmanjše, v nekaterih primerih pa vseeno ni izvedljiva metoda (genetske bolezni, zelo bolani ali ostareli ljudje, hude opekline), saj je avtolognih celic za vzpostavitev delujoče celične linije premalo. Pri tej kategoriji celic je potreben kirurški poseg za pridobitev celic, kar poveča tveganje za okužbe ali kronično bolečino. Celične linije je potrebno kultivirati iz vzorca, kar lahko traja precej časa. Zdaj se trend obrača proti uporabi mezenhimskih matičnih celic iz maščevja ali kostnega mozga. Te celice se lahko diferencirajo v kostno tkivo, hrustanec, maščobne celice in živce. Iz maščevja se lahko enostavno in hitro pridobi veliko število celic, kar odpira potencial hitremu pridobivanju velike količine celic.
Alogenske celice prihajajo iz telesa darovalca iste vrste organizma. Pri uporabi človeških celic za in vitro študije obstajajo določene etične omejitve, uporaba kožnih fibroblastov pa se je vseeno izkazala za imunološko varno in posledično možno izbiro pri tkivnem inženirstvu kože.
Ksenogenske celice so izolirane iz organizma druge vrste. Predvsem živalske celice se precej pogosto uporabljajo pri poskusih izdelave srčnožilnih vsadkov.
Singenske ali izogenske celice izoliramo iz genetsko identičnih organizmov, kot so dvojčki, kloni ali visoko sokrvni raziskovalni živalski modeli.
Primarne celice so iz organizma.
Sekundarne celice so iz celične banke.
Matične celice so nediferenciirane celice s sposobnostjo delitve v kulturi, iz njih pa izhajajo različne oblike specializiranih celic. Glede na svoj izvor se matične celice delijo na "odrasle" in "embrionske". Prve so multipotentne, slednje pa pluripotentne; nekatere celice iz zgodnjega embria tudi totipotentne. Čeprav je o etičnosti uporabe embrionskih matičnih celic še vedno velika razprava, bi bil lahko alternativen vir - inducirane matične celice - uporaben za popravilo obolelih ali poškodovanih tkiv in za rast novih organov.

## Nosilci
Nosilci so materiali, osnovani da povzročajo želene celične interakcije, ki prispevajo k tvorbi novega funkcionalnega tkiva za medicinske namene. Celice pogosto "zasadijo" v te strukture, ki lahko podpirajo tridimenzionalno tvorbo tkiva. Nosilci oponašajo medceličnino prvotnega tkiva, povzemajo in vivo okolico in omogočajo, da celice vplivajo na lastno mikrookolje. Navadno služijo enemu od sledečih namenovː omogočajo pritrjevanje in migracijo celic, dostavijo in zadržujejo celice in biokemijske dejavnike, omogočajo difuzijo pomembnih hranil in izraženih celičnih produktov, izražajo določene mehanske in biološke vplive za prilagajanje obnašanja celične faze.
Leta 2009 je interdisciplinarna ekipa pod vodstvom prsnega kirurga Thorstena Wallesa vsadila prvi bioumetni vsadek, ki zagotavlja vgrajen žilni sistem za popresaditveno oskrbo vsadka, v bolnika, ki čaka na rekonstrukcijo sapnika.
Da bi dosegli cilj obnove tkiva morajo nosilci dosegati specifične zahteve. Visoka poroznost in ustrezna velikost por sta pomembni, saj pripomoreta k zasaditvi celic in difuziji tako celic kot hranil preko celotne strukture. Biorazgradljivost je pogosto ključen dejavnik, saj bi se morali nosilci absorbirati v okoliško tkivo brez potrebe po kirurški odstranitvi. Hitrost razgradnje se mora čim bolj ujemati s hitrostjo rasti tkiva: to pomeni, da se mora medceličnina oblikovati dovolj hitro, da lahko zagotovi strukturno integriteto in prevzame mehanska bremena izginjajočega nosilca. Možnost injeciranja je tudi pomembna za klinični uporabo. Iz nedavnih raziskav tiskanja organov je razvidno, da je dober nadzor nad 3D okoljem ključen za doseganje obnovljivosti poskusov in boljših rezultatov.

### Materiali
Raziskovali so veliko različnih materialov (naravnih in sintetičnih, biorazgradljivih in stalnih). Večina teh materialov je bilo že znanih na področju medicine, saj so jih uporabljali za kirurške šive, ki jih telo resorbira. Primeri teh materialov so kolagen in nekateri poliestri.
Zasnovali so tudi nove materiale s specifičnimi prilagoditvamiː sposobnost injeciranja, sintetična izdelava, biokompatibilnost, neimunogenost, prosojnost, nano-vlakna, nižanje koncentracije, hitrost resorpcije, itn. PuraMatrix je družina novih biomimetskih nosilcev, ki je že komercializirana in vpliva na tkivno inženirstvo.
Pogosto uporabljen sintetični material je poliester polimlečna kislina (PLA), ki se v telesu razgradi v mlečno kislino, ki se v telesu naravno pojavlja in jo telo zlahka odstranjuje. Podobna materiala sta poliglikolna kislina (PGA) in polikaprolakton (PCL); njuna razgradnja je podobna, za PGA hitrejša, za PCL pa počasnejša od polimlečne kisline. Čeprav te materiali imajo mehansko trdnost in strukturno integriteto, izkazujejo hidrofobne lastnosti, ki inhibirajo biokompatibilnost, zaradi tega pa so manj učinkoviti za upora in vivo kot nosilci tkiva. Da bi odpravili pomanjkanje biokompatibilnost, so jih kombinirali s hidrofilnimi in bolj biokompatibilnimi hidrogeli, a je trdnost materiala zmanjšana. S kombiniranjem dveh tipov materialov želijo ustvariti sinergijo, ki vodi v višjo kompatibilnost nosilcev. Nosilce se lahko konstruira tudi iz naravnih materialov, kot so derivati medceličnine, proteinskih materialov (kolagena ali fibrina) in polisaharidov (hitosan) ali glikozaminoglikanov (GAG), ki so se izkazali za ustrezne v smislu celične kompatibilnosti, a so nekateri potencialno imunogeni. Med GAG-i je hialuronska kislina s premreženjem iz npr. glutaraldehida ali vodotopnega glutardiimida eden od možnih materialov za nosilce. Funkcionalne skupine na nosilcu so tudi možen dostavni sistem za majhne molekule (zdravila) do specifičnih tkiv. Druga vrsta nosilcev, ki se trenutno raziskujejo, je ekstrakt tkiva, iz katerega so odstranjene celice, preostala medceličnina pa služi kot nosilec. Pojavile so se tudi biomateriali, kjer so nanomateriali vključeni v polimerno matriko za snovanje bioaktivnih nosilcev.
Študija iz leta 2009 se je usmerila v izboljšanje in vivu podobnih pogojev v 3D tkivih z »zlaganjem in razlaganjem plasti papirja, impregniranega s suspenzijo celic v hidrogelu medceličnine, s čimer se lahko nadzoruje gradient kisika in hranil v 3D ter analizira molekularni in genetski odziv«. Mogoče je tudi manipulirati gradient topnih molekul in bolj učinkovito (kot v konvencionalnih 3D hidrogelnih kulturah, celičnih sferoidih ali 3D perfuzijskih reaktorjih) kategorizirati celice v teh kompleksnih gradientih. Različna debelina papirja in vrsta medija lahko podpira raznolika eksperimentalna okolja. Po dekonstrukciji so te sloji papirja uporabni v visokoprepustnem screeningu, ki temelji na celicah, in odkrivanju zdravilnih učinkovin.

### Sinteza
Literatura opisuje raznolike metode za pripravo poroznih struktur, ki se uporabljajo kot nosilci v tkivnem inženirstvu. Vsaka metoda ima svoje prednosti, nobena pa ni brez pomanjkljivosti. 

#### Samodejno sestavljiva nanovlakna
Samodejno sestavljanje molekul je ena redkih metod, s katero lahko izdelamo biomateriale, ki so po kemizmu in velikostih podobni medceličnini, kar je ključno za izdelavo kompleksnega tkiva. Poleg tega so ti nosilci iz hidrogela z vidika toksičnosti in biokompatibilnosti izboljšava glede na makronosilce in materijale, pridobljene iz živali.

#### Tekstilne tehnologije
Te tehnike vključujejo vse pristope, ki so bili uspešno uporabljeni za pripravo nepletenih tekstilov različnih polimerov. Zlasti strukture iz nepletenih polimerov glikolne kisline so bili preskušeni za namene tkivnega inženirstva, saj so uporabni za rast raznolikih vrst celic. Največja težava metode je doseganje visoke poroznosti in enakomerne velikosti por.

#### Ulivanje topila in spiranje delcev
Ulivanje topila in spiranje delcev (SCPL "Solvent casting and particulate leaching") omogoča pripravo struktur z enakomerno poroznostjo, a z omejeno debelino. Najprej se polimer raztopi v primernem organskem topilu (npr. polimlečna kislina v diklorometanu), nato pa se raztopina ulije v model, ki vsebuje delce, ki tvorijo pore (anorganske soli - NaCl, kristali saharoze, sfere želatine ali parafina). Velikost teh delcev določa velikost por v nosilcu, razmerje med količino polimera in teh delcev pa poroznost končne strukture. Po ulitju pustijo, da topilo izhlapi, potem pa se struktura namoči v primerno tekočino, kjer se porogeni delci raztopijo (voda v primeru NaCl, saharoze in želatine, alifatsko topilo, kot je heksan, v primeru parafina), dobimo porozno strukturo z omejeno debelino. Druga pomanjkljivost je tudi organsko topilo, ki lahko poškoduje celice, zasajene v nosilec.

#### Plinsko penjenje
Da bi se izognili uporabi organskega topila in trdnega porogena, so razvili tehniko, ki kot porogeni element uporablja plin. Najprej s stiskanjem v segretem kalupu pripravijo strukture v obliki diska iz želenega polimera. Postavijo jih v komoro, kjer so več dni izpostavljeni ogljikovem dioksidu pod visokim tlakom. Tlak postopoma povrnejo na atmosferskega. Tekom tega postopka pusti uhajajoč ogljikov dioksid pore in spužvasto strukturo polimera. Glavni težavi te tehnike sta presežna toplota, ki onemogoča vgraditev termolabilnega materiala v matriko in dejstvo, da pore ne tvorijo zamrežene in povezane strukture.

#### Emulzifikacijska liofilizacija
Ta tehnika ne zahteva uporabe trdnih porogenov kot pri SCPL. Sintetični polimer najprej raztopijo v ustreznem topilu (npr. polimlečna kislina v diklorometanu), potem pa se vmeša voda do nastanka emulzije. Preden se fazi ločita, emulzijo ulijejo v kalup in hitro zamrznejo v tekočem dušiku. S procesom liofilizacije se odstrani dispergirana voda in topilo, ostane pa trdna, porozna polimerna struktura. Metoda je hitrejša od SCPL-ja, saj ni časovno potratnega koraka spiranja delcev, a je uporaba uporaba toksičnega organskega topila problematična, pore so pogosto majhne, poroznost neenakomerna. Sama liofilizacija je pogosta pri izdelavi nosilcev, predvsem za izdelavo kolagenskih spužvː kolagen se raztopi v kisli raztopini ocetne ali klorovodikove kisline, ki se ulije v kalup, zamrzne v tekočem dušiku in potem liofilizira.

#### Toplotno povzroča ločitev faz (TIPS)
Metoda TIPS ("Thermally induced phase separation") zahteva uporabo topil z nizkim tališčem, ki zlahka sublimirajo. Dioksan je na primer možno topilo za polimlečno kislino, ločitev faz pa povzroči dodatek majhne količine vode. Tvorita se s polimerom bogatejša in revnejša faza. Po ohladitvi vzorca pod tališče topila in nekaj dneh vakuumskega sušenja za odstranitev topila s sublimacijo se ustvari porozni nosilec. Ločitev faz tekoče-tekoče izkazuje podobne težave kot emulgiranje/liofilizacija.

#### Elektrostatsko sukanje
Elektrostatsko sukanje je vsestranska tehnika za kontinuirano izdelavo vlaken s premerom nanometerskih do submikrometrskih velikosti. Naprava ima šobo, skozi katero se dovaja raztopina, v konici pa je uporabljena visoka napetost. Kopičenje elektrostatskega odbora v nabiti raztopini povzroči izmet tankega vlaknastega curka. Zbiralna plošča ali palica z nasprotnim nabojem privlači kontinuirano vlakno, ki tvori porozno mrežo. Prednost metode je enostavnost in možnost spreminjanja parametrov izdelave (razdalja do zbirala, napetost, hitrost toka raztopine), kar bistveno spremeni arhitekturo nosilcev. Na laboratorijskem nivoju potrebuje naprava zgolj visokonapetostni priključek (do 30 kV), injekcijsko brizgo z raztopino polimera, šobo in zbiralo, zaradi česar je postala ta metoda izdelave nosilcev pogosta v laboratorijih.
Raziskave na tem področju segajo vsaj na konec osemdesetih let prejšnjega stoletja, ko so prvič pokazali, da lahko z elektrostatskim sukanjem proizvedejo vlaknaste nosilce nano- in sumikrometrskih velikosti kot in vivo tkivne in celične substrate. Zgodnja uporaba teh sukanih polikarbonatnih mrež je pokazala, da se mnogi tipi celic držijo strukture in na njej proliferirajo. Za razliko od sploščenih celic, vzgojenih na dvodimenzionalnih kulturah, je morfologija celic, vzgojenih na tridimenzionalnih, bolj kroglasta, kakršne jih najdemo tudi in vivo.

#### CAD/CAM tehnologije
CAD/CAM (Računalniško podprto načrtovanje in proizvodnja, "Computer assisted design/manufacturing") tehnologije omogočajo boljši nadzor nad poroznostjo in velikostjo por kot zgoraj omenjene metode, zato so bile vpeljane v področje tkivnega inženirstva. Najprej se v programski opremi CAD načrtuje tridimenzionalna struktura, poroznost pa se nastavi z računalniškimi algoritmi. Nosilec se realizira s tiskanjem polimernih praškov ali talin.
Študija iz leta 2011 je preučevala "tehniko 3D zasajanja za proizvodnjo biokompatibilnih in biorazgradljivih makroporoznih nosilcev iz poli-L-laktida z dvema velikostima por" s tehniko SSF ("Solif free-form fabrication") v kombinaciji z CAD tehnologijo, da bi raziskali zamenjavo hialine hrustančevine kot "alternativo konvencionalnem popravilu tkiva". Študija je pokazala, da manjše pore pri povišanem mehanskem stresu v bioreaktorju (za dosego in vivo pogojev) pomenijo večjo viabilnost celic, kar pomeni večjo učinkovitost presaditve, krajši čas okrevanja in potencialno terapevtsko funkcionalnost.

#### Bio-tiskanje s pomočjo laseja
Študija iz leta 2012 je preskušala potencial bio-tiskanja s pomočjo laserja (LaBP "Laser-assisted BioPrinting") za graditev večceličnih 3D vzorcev v naravni matriki in ali te konstrukti delujejo ter tvorijo tkivo. LaBP razvršča male volumne suspenzij živečih celic v določene visokoločljivostne vzorce. Preiskava je bila uspešna in menijo, da "bi izdelane tkivne konstrukte lahko uporabili za in vivo testiranje z vsaditvijo v živalske modele". Čeprav je poskus potekal samo na kožnem tkivu, predvidevajo, da bodo lahko "z integracijo drugih celičnih tipov v natiskan konstrukt (naravnemu podobno 3D okolje) preučevali njihovo obnašanje", kar bo uporabno pri odkrivanju zdravilnih učinkovin in toksikoloških preiskavah.

## Metode sestavljanja
Stalna in vztrajna težava tkivnega inženirstva so omejitve množičnega transporta hranil. Osnovanemu tkivu na začetku večinoma manjka oskrba s krvjo, zaradi česar celice ne dobijo kisika in hranil za preživetje in normalno delovanje.

### Samodejno sestavljanje
Samodejno sestavljanje bi lahko igralo pomembno vlogo z vidika obkoljevanja celic in proteinov ter ustvarjanja nosilcev na pravi fizični ravni za osnovane tkivne konstrukte in vraščanje celic. Mikro-zidarstvo je primarna tehnologija za sestavljanje laboratorijsko vzgojenih celic v tridimenzionalno obliko. Za razbitje tkiva v enocelične gradnike morajo raziskovalci raztopiti zunajcelično vezivo, ki jih navadno povezuje. Ko se vezivo odstrani, se celice stežka zopet povežejo v kompleksne strukture, ki so prisotne v naravnem tkivu. Celice je težko zlagati, gradnike pa ne. Mikro-zidarstvo se ukvarja s strnitvijo živih celic v polimerne kocke, ki se samodejno sestavijo v kakršnokoli obliko znotraj šablone.

### Sestavljanje v šablone, ki temelji na tekočini
Površina zrak-tekočina, ki jo ustvarijo Faradayevi valovi, je lahko šablona za sestavljanje bioloških entitet od dna do vrha v tkivnem inženirstvu. Ta šablona se lahko dinamično rekonfigurira v nekaj sekundah, sestavljanje na šabloni pa se lahko s tem nadzoruje. Sestavljanje mikro-velikostnih hidrogelov, celic, z nevroni zasajenih mikro-nosilcev in celičnih sferoidov v raznolike periodične in simetrične strukture so dokazali in dosegli dobro celično viabilnost. Tvorbo 3D živčnega omrežja so dosegli po 14 dneh tkivne kulture.

### Aditivna izdelava
S 3D tiskanjem bi bilo mogoče doseči natisk celotnih organov ali celo organizmov. Nedavna inovativna metoda sestavljanja uporablja mehanizem brizgalnega tiskanja za izdelavo natančnih slojev celic v matriki termoreverzibilnega gela. Endotelijske celice, ki oblagajo krvne žile, so natisnili v obliki naloženih obročev, ki so se po inkubaciji združili v cev.
Mnogi projekti se ukvarjajo z izdelavo tridimenzionalnih in visoko natančnih modelov bioloških sistemov, kot so hitre metode za izdelavo tkiv in celo celotnih organov s 3D tiskanjem, ki vključuje tiskanje nosilca in celic po slojih v delujoče tkivo ali organ. Ta tehnologija bo v prihodnje verjetno omogočila proizvodnjo jeter za presaditve ter razne biološke raziskave.
Pred kratkim se je pojavila metoda "procesiranja z več fotoni" (MPP "Multi-Photon Processing") za in vivo preskuse z osnovanjem umetnih hrustančnih konstruktov. Ex vivo histološka preiskava je pokazala, da določena geometrija por (nosilci, mikrostrukturirani kot hibrid organsko-anorgansko s heksagonalnimi porami) in rast hondrocitov pred vsaditvijo izboljša delovanje izdelanih 3D nosilcev. Dosežena biokompatibilnost je bila primerljiva s komercialno dostopnimi kolagenskimi membranami.

### »Scaffolding«
Leta 2013 so z metodo 3D postavljanja odrov (»scaffolding«) iz komercialnih želatinastih proteinov v različnih konfiguracijah izdelali pankreatične organoide. Skupki malega števila celic so v tednu proliferirali do 40.000 celic, ki so izdelovale prebavne encime ali hormone, kot je insulin, in se samodejno organizirale v razvejan organoid, ki spominja na trebušno slinavko.
Celice so občutljive na okolje, kot je okorelost gela in stik z drugimi celicamo. Samostojne celice ne preživijo, potrebna je bila bližina štirih celic, da se je organoid razvil. Prilagoditve medija so vodile do votlih sfer, ki so bile sestavljene iz predhodnikov (progenitorjev) trebušne slinavke, ali kompleksnih organoidov, ki se spontano morfološko preobrazijo oz. diferenciirajo v trebušno slinavko. Vzdrževanje in širitev pankreatičnih progenitorjev potrebuje aktivno signaliziranje Notch in FGF.
Organoidi predstavljajo potencial kot majhni organi za preskušanje zdravilnih učinkovin in proizvodnjo inzulina.

## Tkivne kulture
V mnogih primerih zahteva izdelava funkcionalnega tkiva in bioloških struktur stalno skrb za celično kulturo za spodbujanje preživetja in povzročitev funkcionalnosti. V večini primerov je treba skrbeti za kisik, pH, vlažnost, temperaturo, hranila in osmotski pritisk.
Pri osnovanih tkivih pa se pojavljajo tudi druge težave. V standardni celični kulturi je difuzija edini načine transporta hranil in presnovkov. Ko postane kultura večja in kompleksnejša, kot so s tkivnim inženirstvom zasnovana tkiva in organi, se mora izdelati drugačne mehanizme, kot je stvaritev kapilarnega omrežja znotraj tkiva.
Druga težava je uporaba pravih faktorjev za stimulacijo rasti in indukcijo funkcionalnosti. V mnogih primerih enostavno vzdrževanje kulture ne zadošča. Včasih so potrebni tudi rastni dejavniki, hormoni, specifični presnovki ali hranila ter kemični in fizikalni stimulanti. Primer takšnih zahtev so celice, ki se odzivajo na spremembo parcialnega tlaka kisika kot del normalnega razvoja, kot so hondrociti, ki se morajo med razvojem skeleta prilagoditi na razmere z malo kisika ali hipoksijo. Endotelijske celice se prilagodijo na strižne sile zaradi toka tekočine v krvnih žilah. Mehanska stimulacija, kot so pulzi pritiska, so koristni za vsa tkiva v krvožilnem sistemu (srčne zaklopke, krvne žile, perikardij).

### Bioreaktorji
Bioreaktor pri tkivnem inženirstvu je za razliko od industrijskih bioreaktorjev naprava, ki skuša stimulirati fiziološko okolje za promocijo in vitro rasti celic in tkiva. Pojem fiziološko okolje zajema mnoge dejavnike, kot so temperatura, koncentracija kisika in ogljikovega dioksida, pa tudi razne biološke, kemijske in fizikalne stimulante, zato sistemi pogosto vključujejo uporabo sil in stresa na tkivo ali celo električnega toka v dvo- ali tridimenzionalni nastavitvi.
V akademskih in industrijskih raziskovalnih ustanova je značilen razvoj bioreaktorja za posnemanje specifičnega fiziološkega okolja tkiva, ki ga vzgajajo. Na voljo je tudi več komercialnih bioreaktorjev za splošno uporabo in specifično aplikacijo, vključujejo pa tudi kemijske stimulanse ali kombinacijo kemijskih in mehanskih.
Za 3D kulture je na voljo veliko bioreaktorjev. Majhni plastični valjasti, pa tudi velike steklene komore, kjer se lahko nadzira notranja vlaga za namen gojenja celic v treh dimenzijah. Bioreaktor vsebuje bioaktivne sintetične materiale, kot je polietilen teriftalatna membrana, za obkolitev celičnih sferoidov v okolje, kjer se lahko vzdržuje visok nivo hranil. Zlahka se odprejo in zaprejo, da se lahko sferoide vzame ven za testiranje, pri čemer komora vseskozi vzdržuje 100 % vlažnost. Tako visoka vlažnost je pomembna za dosego maksimalne celične rasti in funkcionalnosti. Naprava tudi rotira, da je rast zagotovljena enakomerno v vse tri dimenzije.
QuinXell Technologies iz Singapurja je razvil bioreactor TisXell Biaxial Bioreactor, ki je zasnovan posebej za namen tkivnega inženirstva. Gre za prvi bioreaktor na svetu s sferično stakleno komoro, ki rotira po dveh oseh, kar posnema rotacijo fetusa v maternici, spodbujevalno okolje za tkivno rast.
MC2 Biotek so razvili bioreaktor ProtoTissue, ki zagotavlja visok nivo kisika v celični komori s plinsko izmenjavo. Ta izboljšava omogoča normalno celično dihanje, kar prispeva k rasti celic.

### Tvorba dolgih vlaken
Leta 2013 je skupina iz Univerze v Tokiu razvila s celicami naložena vlakna, dolga do metra, debela pa 100 mikrometrov. Izdelali so jih z mikrofluidno napravo, ki tvori dvojni koaksialni laminarni tok s tremi "plastmi" (celice v medceličnini, hidrogelni ovoj, nazadnje pa tudi raztopina kalcijevega klorida). Zasajene celice ostanejo nekaj dni ovite v hidrogel, potem pa se ovoj odstrani z viabilnimi celičnimi vlakni. V jedro medceličnine so vstavili miocite, endotelijske celice, živčna vlakna in epotelijske celice. Pokazali so, da je izdelana vlakna moč splesti v tkivo ali organ podobno kot pri pletenju tkanine. Vlaknasta morfologija predstavlja alternativo tradicionalnim nosilcem, mnogi organi (kot so mišice) pa so sestavljeni prav iz vlaken.

### Bioumetni organi
Umetni organ je umetna naprava, vsajena ali vključena v človeka z namenom zamenjave naravnega organa, ki ima okrnjeno eno ali več funkcij, za hitro povrnitev pacienta v normalno življenje. Zamenjana funkcija ni vedno nujna za preživetje, v večini primerov pa je. Končni cilj tkivnega inženirstva je izdelava takoj dostopnih bioumetnih organov in regeneracija poškodovanih tkiv v telesu. S tkivnim inženirstvom raziskovalci izdelujejo vse kompleksnejša tkiva za uspešno izdelavo bioumetnega organa iz pacientovih matičnih celic. Veliko raziskav poteka v smeri razumevanja celičnega mikrookolja.